# Tadeusz Stecki

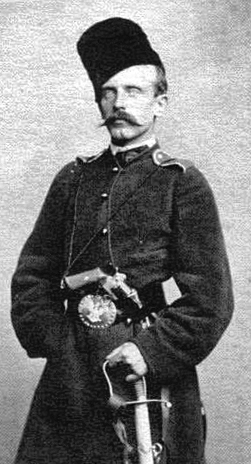
Tadeusz Stecki w roku 1863

Tadeusz Jerzy Stecki, herbu Radwan (ur. 1838 w Horodźcu, zm. 14 sierpnia 1888 w Wielkiej Medwedówce niedaleko Szepetówki na Wołyniu) – historyk, etnograf i pisarz. Uczestnik powstania styczniowego.

## Młodość
Rodzicami Tadeusza byli Tomasz Stecki, właściciel Wielkiej Medwedówki i Aniela z domu Ozierow. Na świat przyszedł w domu matki chrzestnej swej matki, pani Urbanowskiej w Horodźcu, gdzie i później często z rodzicami przebywał. Zasobna horodecka biblioteka, z której korzystał często spowinowacony ze Steckimi Józef Ignacy Kraszewski, obudziła w chłopcu zamiłowanie do nauki. Już podczas nauki w gimnazjum żytomierskim odznaczał się sporymi zdolnościami. W roku 1857 ukończył z wyróżnieniem wysoko wówczas notowany Uniwersytet Kijowski.
Po powrocie do domu poznał przebywającego po sąsiedzku na wakacjach Waleriana Wróblewskiego, autora dzieła Słowa dziejów polskich Koronowicza. Ten nauczyciel gimnazjalny z Tarnowa nie szczędził młodemu Steckiemu słów zachęty do pracy nad opisem Kresów. Owocem tego był wydany w roku 1864 nakładem Zakładu Ossolińskich we Lwowie pierwszy tom Wołynia, obejmujący powiat zasławski, a zapowiadający jedenaście następnych tomów.

## Powstanie i zsyłka
Wypadki potoczyły się jednak inaczej. Gdy wybuchło powstanie 1863 roku wstąpił do oddziału zasławskiego jako podoficer kawalerii. 25 maja wszedł do 5. szwadronu Pułku Jazdy Wołyńskiej Edmunda Różyckiego. Brał udział w bitwach pod Miropolem, Minkowcami (2 razy), Sławutą i Salichą. Wraz z pułkiem przeszedł granice Galicji. Po powrocie z Galicji został zesłany na Sybir. 1874 powrócił na Wołyń. W maju 1863 z odstawką w randze oficera z pułku Edmunda Różyckiego znalazł się Tadeusz Jerzy wygnańcem z kraju. W roku 1865 tęsknota za ojczyzną i żal za sędziwymi rodzicami, których był jedyną podporą, skłoniły Steckiego do podania w Berlinie osobiście cesarzowi Aleksandrowi II prośby o pozwolenie powrotu w strony rodzinne. W rezultacie tych starań pod koniec tegoż roku powitali rodzice syna w Medwedówce, wszakże na krótko tylko, bowiem skazany na zesłanie nad brzegi Uralu do Orenburga, już na początku 1866 roku opuścił gniazdo domowe. W drodze na zesłanie towarzyszyła mu żona Maria. Owocem pobytu Steckiego na wschodzie były Listy z nad brzegów Uralu i Kirgizkajzackich Stepów, drukowane w warszawskim Przeglądzie Tygodniowym w roku 1868 i w Kłosach.

## Praca literacka
Amnestionowany po kilku latach powrócił Tadeusz Stecki wraz z małżonką na Wołyń i osiadł w majątku żoninym, Prywitowie, gdzie zabrał się do kompletowania dziejów ukrainnych. Ukazał się niebawem drugi tom Wołynia, Monografia Łucka, drukowana najpierw w krakowskim Czasie, następnie w wydaniu książkowym; powieści Stary dwór i Na stepie, drukowane z illustracyami w warszawskim Tygodniku Ilustrowanym z 1871 roku oraz wiele mniejszych prac historycznych, rozsypanych po wszystkich niemal polskich czasopismach, między innemi Listy ze Styryi w „Tygodniku mód", i Listy z Włoch w Tygodniku Ilustrowanym.
Podczas swej podróży po Włoszech Stecki badał polskie ślady (nagrobki i epitafia) w Wenecji, Padwie, Bolonii, Rzymie i Neapolu, głównie jednak we Florencji. W tamtejszym kościele św. Marka odszukał grób Stanisława Poniatowskiego, bratanka ostatniego króla; w San Maria di Nocella nagrobek Marii z Platerów Czetwertyńskiej, natomiast w San Croce, obok Machiavellego, Dantego i Galileusza spoczywali, jak stwierdził, Zofia z Czartoryskich Zamoyska, założycielka Towarzystwa Dobroczynności w Warszawie, Julia Cieszkowska, matka Augusta Cieszkowskiego, książę-kompozytor Michał Kleofas Ogiński oraz malarz Michał Skotnicki. Stecki tak wyjaśniał przyczyny swego zainteresowania:

„W wędrówkach po obczyźnie, w dalekich zwłaszcza krajach, dziwne zwykle rodzi w nas uczucie napotkany grób ziomka. Nad skromną kamienną płytą, z nieznanym, całkiem obcym częstokroć nazwiskiem, zatrzymujemy się z zajęciem, przyglądamy się jej ciekawiej, niż niejednemu bogatemu cudzoziemskiemu sarkofagowi, radzi byśmy przeniknąć tajniki życia tego, który pod obcym niebem złożył swe kości.”

W ostatnich latach, mimo kłopotów finansowych i śmierci młodszego syna Jerzego, Stecki nie wypuszczał pióra z ręki, o czym świadczą liczne artykuły w krakowskim Przeglądzie Powszechnym. Ostatniej pracy Z boru i stepu — pamiątki Wołynia nie dane mu już było oglądać. Zmarł nagle 14 sierpnia 1888 roku w Medwedówce na Wołyniu.

## Prace wybrane
- "Wołyń pod względem statystycznym, historycznym i archeologicznym" (Ossolineum, Lwów 1864-1871)
- "Stary dwór", powieść (1869)
- "Krzemieniec i jego okolice"(1873)
- "Z boru i stepu,obrazy i pamiątki" (Kraków, 1888)

## Literatura
- Teodor Żychliński. Złota księga szlachty polskiej. R.11. Poznań 1889
- Genealogia Steckich
- Wołyń pod względem statystycznym, historycznym i archeologicznym Т. 1
- Miasto Równe. rivne.org. [zarchiwizowane z tego adresu (2008-10-11)].